# Igor Paklin
Igor Wasiljewicz Paklin ros. Игорь Васильевич Паклин (15 czerwca 1963 w Biszkeku) – kirgiski lekkoatleta, specjalizujący się w skoku wzwyż, który w pierwszych latach kariery startował w barwach Związku Radzieckiego.

## Kariera
Dwukrotnie startował w igrzyskach olimpijskich: Seul 1988 oraz Barcelona 1992. Medalista mistrzostw świata w hali i na stadionie oraz mistrzostw Europy. W 1983 oraz 1985 roku zdobywał złote krążki uniwersjady. 4 września 1985 w Kobe uzyskując wynik 2,41 m ustanowił nowy rekord świata, który przetrwał do 30 czerwca 1987 roku.

## Osiągnięcia
| Rok  | Impreza                     | Miejsce      | Lokata            | Wynik    |
| ---- | --------------------------- | ------------ | ----------------- | -------- |
| 1981 | Mistrzostwa Europy juniorów | Utrecht      | 4. miejsce        | 2,19     |
| 1983 | Uniwersjada                 | Edmonton     | 1. miejsce        | 2,31     |
| 1983 | Mistrzostwa świata          | Helsinki     | 4. miejsce        | 2,29     |
| 1984 | Halowe mistrzostwa Europy   | Göteborg     | 8. miejsce        | 2,20     |
| 1985 | Uniwersjada                 | Kobe         | 1. miejsce        | 2,41 NUR |
| 1986 | Mistrzostwa Europy          | Stuttgart    | 1. miejsce        | 2,34     |
| 1986 | Finał Grand Prix IAAF       | Rzym         | 1. miejsce        | 2,34     |
| 1987 | Halowe mistrzostwa świata   | Indianapolis | 1. miejsce        | 2,38     |
| 1987 | Mistrzostwa świata          | Rzym         | 2. miejsce        | 2,38     |
| 1988 | Igrzyska olimpijskie        | Seul         | 7. miejsce        | 2,31     |
| 1991 | Mistrzostwa świata          | Tokio        | 10. miejsce       | 2,24     |
| 1992 | Igrzyska olimpijskie        | Barcelona    | el. – 22. miejsce | 2,20     |
| 1993 | Mistrzostwa świata          | Stuttgart    | el. – 16. miejsce | 2,15     |

## Rekordy życiowe
- stadion: 2,41 m (4 września 1985, Kobe)
- hala: 2,38 m (7 marca 1987, Indianapolis)